# Биси ле Пјерпон
Биси ле Пјерпон (фр. Bucy-lès-Pierrepont) насеље је и општина у североисточној Француској у региону Пикардија, у департману Ен (Пикардија) која припада префектури Лаон.
По подацима из 2011. године у општини је живело 419 становника, а густина насељености је износила 28,98 становника/km². Општина се простире на површини од 14,46 km². Налази се на средњој надморској висини од 106 метара (максималној 136 m, а минималној 75 m).

## Демографија
| 1962. | 1968. | 1975. | 1982. | 1990. | 1999. | 2011. |
| ----- | ----- | ----- | ----- | ----- | ----- | ----- |
| 585   | 607   | 521   | 457   | 432   | 418   | 419   |

График промене броја становника у току последњих година